# Isles-sur-Suippe
Isles-sur-Suippe är en kommun i departementet Marne i regionen Grand Est (tidigare regionen Champagne-Ardenne) i nordöstra Frankrike. Kommunen ligger i kantonen Bourgogne som tillhör arrondissementet Reims. År 2022 hade Isles-sur-Suippe 979 invånare.

## Befolkningsutveckling
Antalet invånare i kommunen Isles-sur-Suippe
| Referens: INSEE |